# Acquarica del Capo

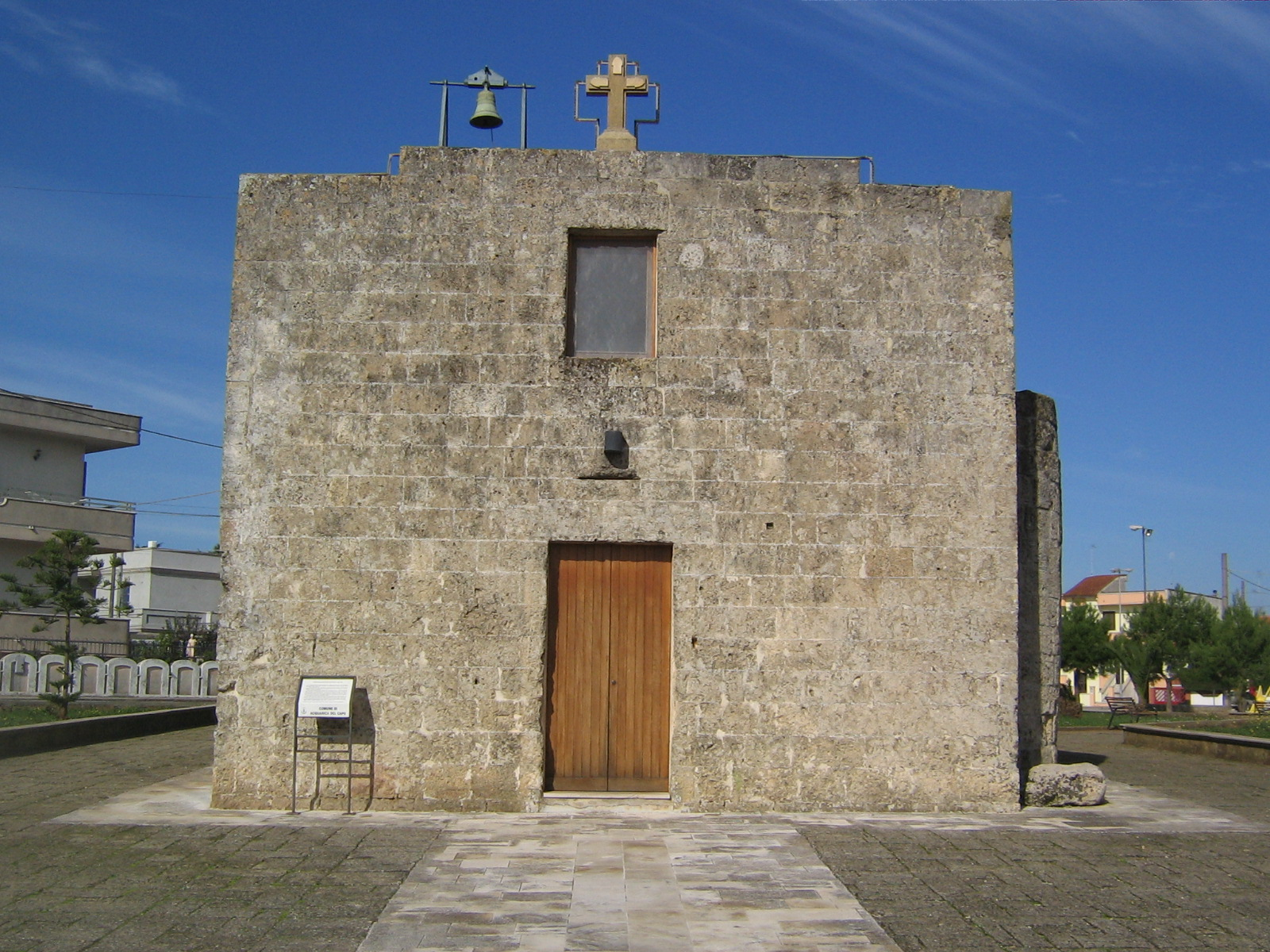
Nhà thờ Madonna dei Panetti.

Acquarica del Capo là một đô thị và thị xã của Ý. Đô thị này thuộc tỉnh Lecce trong vùng Apulia. Acquarica del Capo có diện tích 18 km2, dân số theo ước tính năm 2005 của Viện thống kê quốc gia Ý là người. 
Thị xã có tòa lâu đài xây vào thế kỷ 14 bởi Giovanni Antonio Orsini Del Balzo.
Các đơn vị dân cư:
Đô thị Acquarica del Capo giáp với các đô thị: